# Iprodiona
La iprodiona es un fungicida y nematicida de hidantoína.
El Iprodión se usa en cultivos afectados por la pudrición del racimo por Botrytis, la pudrición parda, la esclerotinia y otras enfermedades fúngicas en las plantas. Actualmente se aplica en una variedad de cultivos: frutas, hortalizas, árboles ornamentales, matorrales y en céspedes. Es un fungicida de contacto que inhibe la germinación de esporas de hongos y bloquea el crecimiento del micelio del hongo.
Se ha comercializado con la marca Rovral y Chipco green (ambas marcas de Bayer CropScience), este producto químico fue desarrollado originalmente por Rhône-Poulenc Agrochimie (más tarde Aventis CropScience y adquirido en 2002 por Bayer). En 2004 no existían patentes de composición de iprodione.
DevGen NV (ahora parte de Syngenta ) descubrió que iprodione mata nematodos y solicitó protección de patente para esos usos.
La iprodiona fue aprobada en el mercado turco con la marca Devguard para su uso en tomates y pepinos en 2009 y fue aprobada en los Estados Unidos como Recinto para su uso en la producción comercial de maní en mayo de 2010.
La iprodiona se aprobó en Europa en 2010, pero la aprobación no se renovó en 2017.